# Chizhou
Chizhou, tidigare känt som Chihchow, är en stad på prefekturnivå i den södra delen av provinsen Anhui i östra Kina. Den ligger omkring 170 kilometer söder om provinshuvudstaden Hefei.

## Administrativ indelning
Chizhou består av ett stadsdistrikt och tre härad.
| Namn                           | Typ           | Kinesiska | Pinyin        | Yta (km²) | Folkmängd (2020) |
| ------------------------------ | ------------- | --------- | ------------- | --------- | ---------------- |
| Dongzhi                        | Härad         | 东至县    | Dōngzhì xiàn  | 3 260     | 398 414          |
| Guichi                         | Stadsdistrikt | 贵池区    | Guìchí qū     | 2 514     | 615 274          |
| Qingyang                       | Härad         | 青阳县    | Qīngyáng xiàn | 1 194     | 248 464          |
| Shitai                         | Härad         | 石台县    | Shítái xiàn   | 1 431     | 80 612           |
| Guichi Dongzhi Shitai Qingyang |               |           |               |           |                  |

## Klimat
Genomsnittlig årsnederbörd är 2 360 millimeter. Den regnigaste månaden är juni, med i genomsnitt 367 mm nederbörd, och den torraste är januari, med 69 mm nederbörd.